# عدم تعادل کوانتمی

## نمای کلی
در نظریه دوبری-بوهم یک سیستم بسته منفرد با تابع موج آن طبق معادله شرودینگر و با موقعیت‌های ذره‌ای که به‌طور قطعی در امتداد مسیرهایی با سرعتی که به تابع موج بستگی دارد حرکت می‌کنند، توصیف می‌شود. این نظریه به پیش‌بینی نظریه کوانتومی استاندارد پرداخته و با توجه به اینکه توزیع موقعیت‌های ذرات روی مجموعه‌ای از سیستم‌ها، که همگی با تابع موج یکسان ψ(x, t) توصیف شده‌اند، توسط {\displaystyle \left\vert \Psi (x,t)\right\vert ^{2}}|تخمین زده می‌شود. بر این اساس قانون کوانتم غیر تعادلی حالتی را بیان می کند که در آن قانون بورن صدق نمی‌کند؛ یعنی احتمال یافتن ذره در حجم دیفرانسیل (d3x) در زمان t وجود ندارد. اکثر پیکربندی‌های اولیه جهان (با محاسبه {\displaystyle |\Psi (X)|^{2}dX} اگر {\displaystyle \Psi } تابع موج جهان باشد) قابلیت استفاده از توزیع تعادل کوانتومی را برای مجموعه‌های واقعی دارند . علاوه بر این، می‌توان انتظار داشت که توزیع‌های غیرتعادلی تمایل به تعادل داشته باشند و در بیشتر موارد برای مدت معقولی نزدیک به این شرایط باقی بمانند. والنتینی و وستمن روش شبیه‌سازی عددی چنین زمان آسایشی را برای به تعادل رسیدن یک ذره آزاد در یک جعبه دو بعدی ارائه کردند. توزیع‌های غیرتعادلی توسط والنتینی به تفصیل مورد مطالعه قرار گرفته‌اند، که حوزه‌های احتمالی را پیشنهاد کرد که در آنجا چنین توزیع‌های غیرتعادلی ممکن است رخ دهند و چگونه می توان آن را شناسایی کرد. او همچنین پیش‌بینی کرد که تمام اجزا قابلیت خروج از حالت تعادل را دارند اما همهٔ اجزا لزوماً امکان رسیدن به آسایش را نداشته و نشان داد که انتظار می‌رود آسایش تا تعادل برای طیف خاصی از حالت‌ها رخ ندهد .
{\displaystyle \rho (x,t)\neq \left\vert \Psi (X,t)^{2}\right\vert } : فرمول عدم تعادل کوانتمی

### مشکل کوانتم غیر تعادلی
اجازه دهید یک سیستم فیزیکی دلخواه را در نظر بگیریم که توسط همیلتونی H توضیح داده شده است. از آنجایی که ما نظریه میدان کوانتومی غیرتعادلی را در نظر می‌گیریم، هامیلتونی بر روی فضای حالت چندذره‌ای عمل می‌کند. مشکل عمومی عدم تعادل را می‌توان به صورت زیر تفسیر کرد: در گذشته بسیار دور، قبل از زمان t0، می‌توان تصور کرد که سیستم به حالت تعادلی رسیده است که با دمای T مشخص می‌شود .
{\displaystyle \rho (H)={\exp(-H/kT) \over Tr(\exp(-H/kT))}}
Trنشان دهنده تریس در فضای حالت چند ذره ای سیستم فیزیکی مورد نظر است. در زمان‌های بزرگ‌تر از t = t0، یک اغتشاش مکانیکی وابسته به زمان رخ می‌دهد، که توسط همیلتونین با H′ (t) توصیف شده است، به سیستم اضافه می‌شود. مجموع همیلتونی به این ترتیب است:
{\displaystyle H(t)=H+H'(t)}

### آسایش (RELAXATION)
در حالی که ما معمولاً انتظار داریم که توزیع غیرتعادلی به حالت تعادل (در سطح درشت دانه) کاهش یابد، این قطعاً همیشه اتفاق نخواهد افتاد. برای توزیع دلخواه ρ می‌توان مقدار f = ρ/|ψ|2  را معرفی کرد. از آنجایی که ρ و ψ|2| معادله پیوستگی یکسانی دارند (با میدان سرعتv )، به این شکل f/∂t + v · ∇f =0 ∂ خواهند بود. این بدان معنی است که f در طول مسیرها حفظ می‌شود، یعنی f(X(t), t)= f(X(0), 0) برای همه‌ی زمان‌ها است. به این ترتیب به نظر می‌رسد که ρ هرگز نمی تواند واقعاً به |ψ2 | برسد زیرا نسبت آن‌ها در طول مسیرها حفظ می‌شود. با این حال، آسایش در سطح دانه درشت به‌سمت |ψ2| می‌رود. یعنی اگر چگالی‌های درشت دانه {\displaystyle {\overline {\rho }}} و {\displaystyle {\overline {\left\vert \Psi \right\vert }}^{2}} را در نظر بگیریم که مقدار آن‌ها با میانگین گیری بر روی سلول‌های غیر همپوش (به طوری که مقدار آن‌ها روی هر سلول‌ها ثابت باشد) به دست می‌آید. سپس این نسبت   لزوماً در طول مسیرها حفظ نمی‌شود، بنابراین  ممکن است به  {\displaystyle {\overline {\rho }}}  کاهش یابد. انحراف ρ از |ψ2| را می‌توان با منفی آنتروپی نسبی ρ نسبت به |ψ2| کمی کرد:
{\displaystyle H=\int \rho \ln(\rho /\left\vert \Psi ^{2}\right\vert ).dx}
اینجا توزیع تعادل کوانتومی کاملاً مثبت و صفر است. با این حال، از آنجایی که این کمیت در زمان حفظ می‌شود، درست مانند f، برای کمی سازی آسیاش واقعا مناسب نیست. در عوض تابع H درشت دانه استفاده خواهد شد.
{\displaystyle H=\int {\overline {\rho }}\ln({\overline {\rho }}/\left\vert {\overline {\Psi }}^{2}\right\vert ).dx}